# Франсіско Хав'єр Саенц де Ойза
Франсіско Хав'єр Саенц де Ойза (ісп. Francisco Javier Sáenz de Oiza; 12 жовтня 1918 — 18 липня 2000) — визначний іспанський архітектор-модерніст.

## Біографія
Народився в Каседі, що в Наваррі, навчався в школі в Севільї та вивчав архітектуру в Мадриді. Поступив у мадридську Архітектурну школу в 1949 році, після навчальної поїздки до США. Пізніше став її директором.
Був нагороджений Національною архітектурною премією Іспанії (1954), Золотою медаллю за архітектуру (1989) а також Премією Принца Астурійського (1993).
Саенц де Ойза вважається найвидатнішим іспанським архітектором другої половини 20 століття.
Помер від раку в 2000 році.

## Проекти
Одним з найвідоміших його проектів є багатоповерховий житлово-офісний будинок в Мадриді, побудований протягом 1964—1969 років, що дістав назву Білі вежі. Його висота 71 метр. Фасад будівлі складається з циліндрів, увінчаних навислими круглястими балконами. Інші відомі роботи: Базиліка Аранцасу в Оньяті, адміністративна Вежа Тріана в Севільї, будинок іспанського посольства в Брюсселі, будівля Університету Наварри в Памплоні тощо.

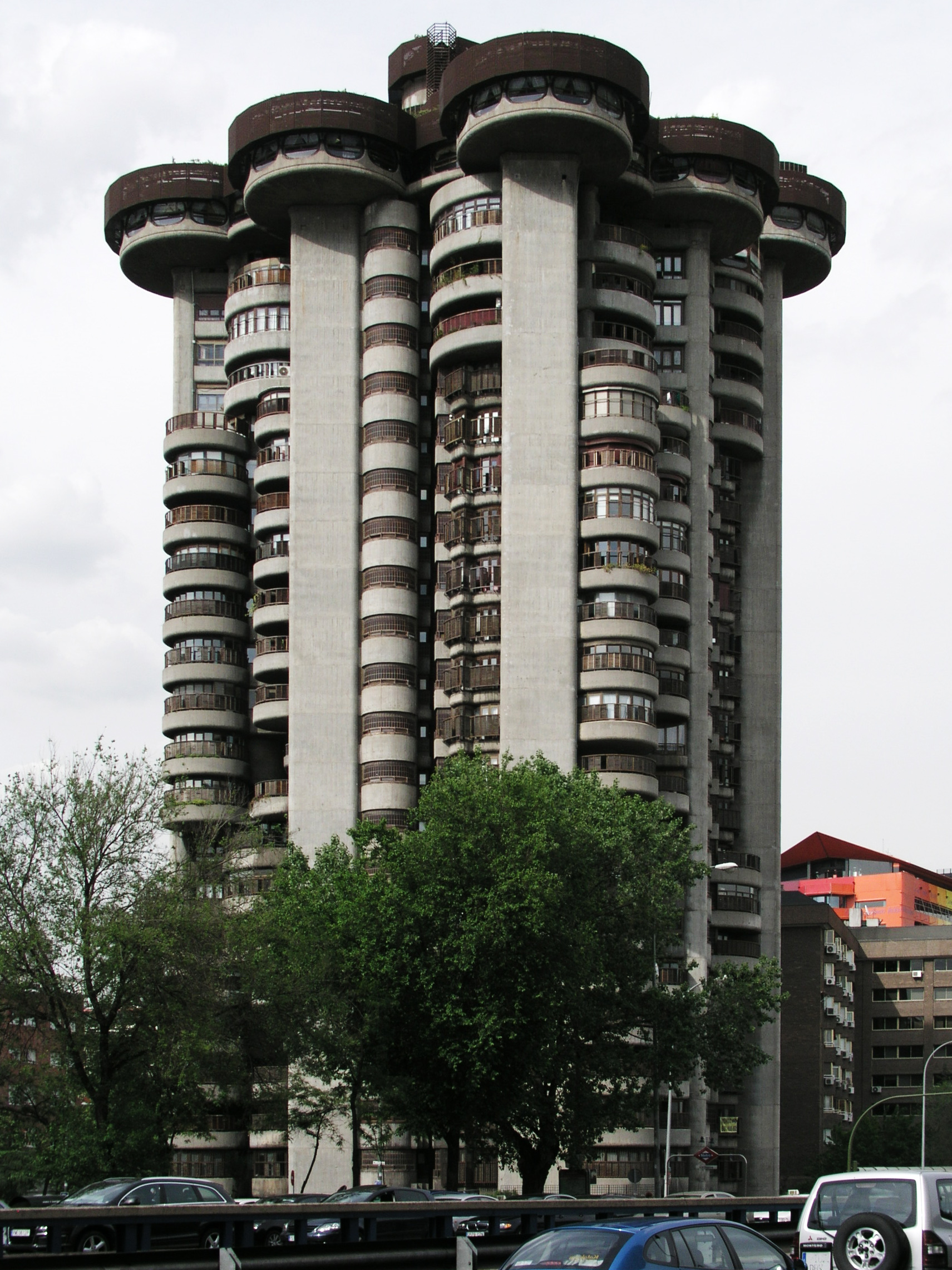
Torres Blancas, Мадрид
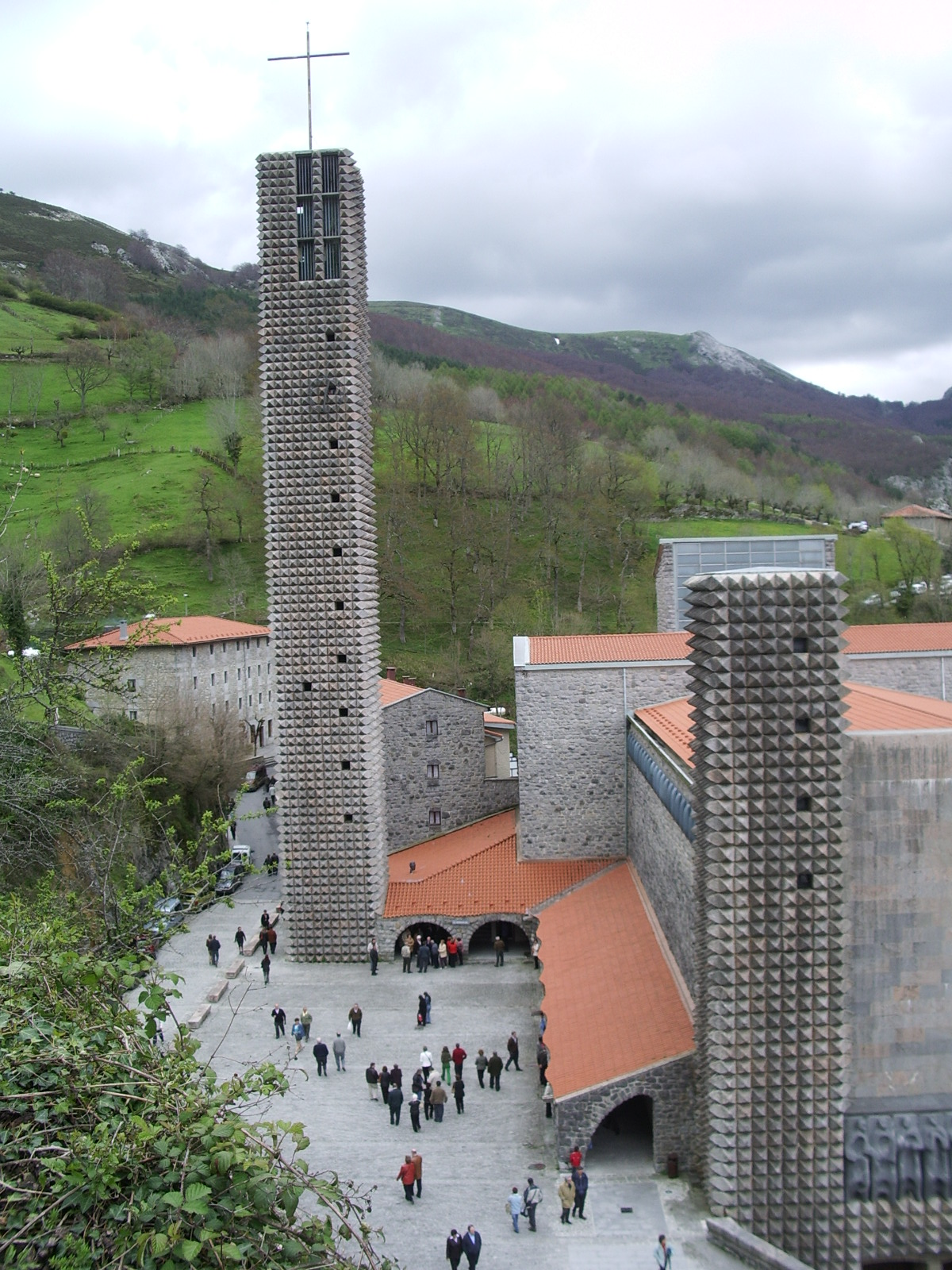
Базиліка Аранцасу
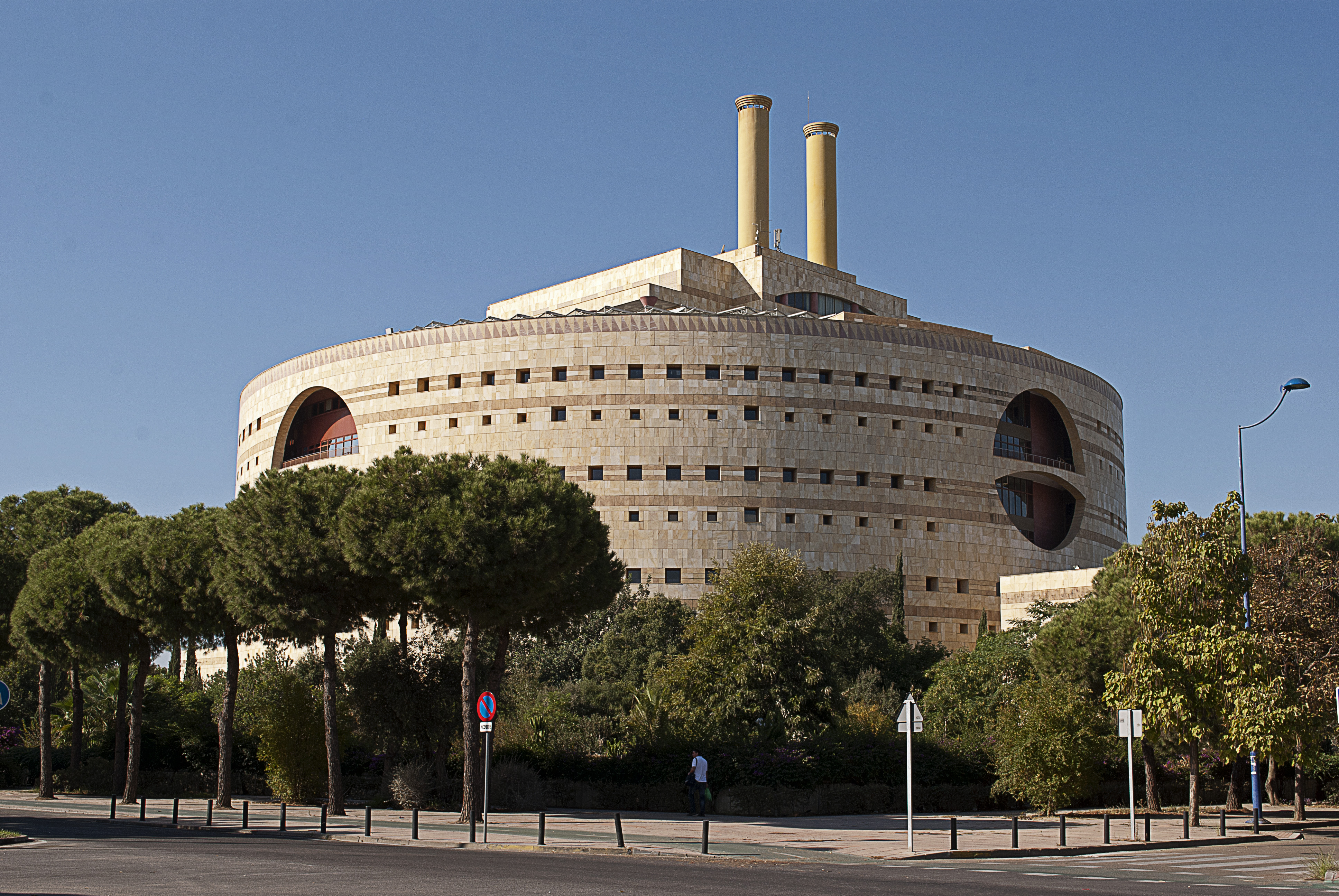
Torre Triana, Севілья
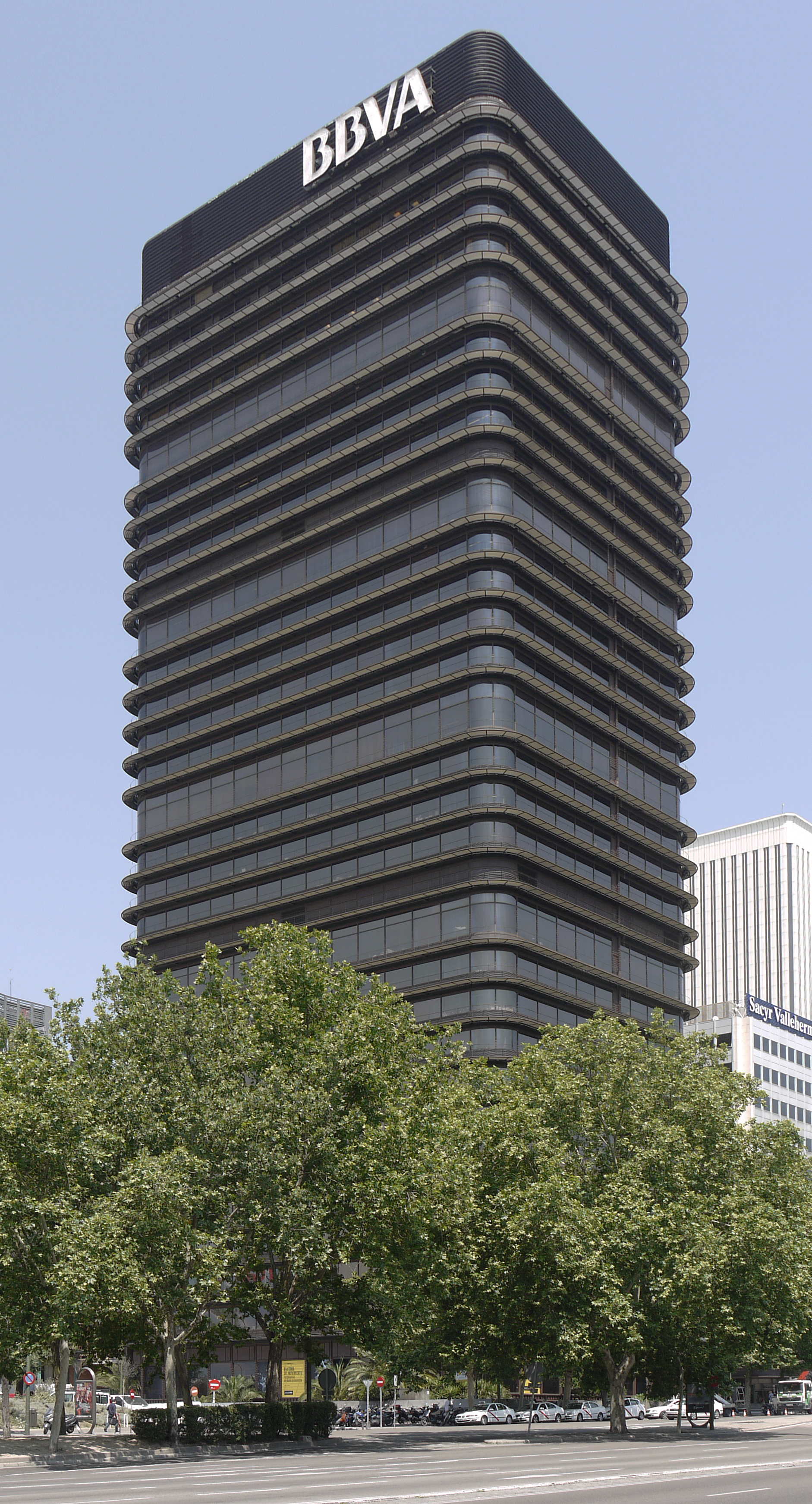
Banco de Bilbao Tower, Мадрид